# Broken Link (Star Trek: Deep Space Nine)
"Broken Link" és el 26è i últim episodi de la quarta temporada de la sèrie de televisió de ciència-ficció estatunidenca Star Trek: Deep Space Nine, el 98è de tota la sèrie. Originalment es van emetre en redifusió a partir del 17 de juny de 1996. Està dirigit per Les Landau i va ser escrit per Robert Hewitt Wolfe i Ira Steven Behr. En la seva estrena, "Broken Link" va aconseguir una qualificació de 6,2 punts Nielsen.
Ambientada al segle XXIV, la sèrie segueix les aventures a Espai Profund 9, una estació espacial situada prop d'un forat de cuc estable entre els Quadrants Alfa i Gamma de la Via Làctia, prop del planeta Bajor, mentre els bajorans es recuperen d'una brutal ocupació de dècades pels imperialistes cardassians. El Quadrant Gamma acull un imperi hostil conegut com el Domini, governat pels Fundadors que canvien de forma. A la quarta temporada, els cardassians han fet les paus amb els bajorans, però estan lluitant una guerra difícil amb els klíngons. En aquest episodi, el cap de seguretat d’Espai Profund 9 Odo, un canviant que ha rebutjat el Domini, emmalalteix i té dificultats per mantenir una forma sòlida, de manera que l'USS Defiant el porta al Quadrant Gamma a la recerca d'una cura.

## Argument
Odo s'esfondra sobtadament, té dificultats per mantenir la seva forma, i és portat a la infermeria. El Dr. Bashir no pot trobar una explicació per a l'estat d'Odo, però li aconsella que descansi de les seves obligacions. Odo s'hi resisteix, però quan surt de la infermeria per investigar un crim, cau en un bassal a terra.
Odo sap que les úniques persones que el poden ajudar són la seva pròpia gent, els Fundadors del Domini. El capità Sisko accepta portar Odo al Quadrant Gamma a bord del Defiant; l'espia cardassià convertit en sastre Elim Garak també demana venir-hi. Es troben amb una portaveu dels Fundadors, que li diu a Odo que l'única manera de curar-se és unint-se físicament als Fundadors al Gran Vincle, on serà jutjat pel delicte de ser el primer canviant a fer mal a un altre. Odo suposa que els mateixos Fundadors l'han d'haver infectat per coaccionar-lo perquè torni al Gran Vincle. Un esquadró de soldats Jem'Hadar del Domini acompanya el grup a bord del "Defiant", navegant fins al planeta dels Fundadors i esborrant tots els registres del viatge de l'ordinador de la nau.
Garak pregunta al Fundador si hi ha supervivents cardassians de l'atac fallit cardassià-romulà al món natal dels Fundadors un any abans. Ella respon sense embuts que no hi va haver supervivents i que Cardàssia està condemnada. Més tard, Garak intenta disparar les armes de la nau al planeta dels Fundadors i aniquilar els Canviants, però el Comandant Worf l'atrapa i l'atura.
Sisko i Bashir acompanyen el Fundador i Odo al planeta i veuen el Gran Vincle: un mar de Canviants en la seva forma líquida. Odo i el portaveu dels Fundadors entren al mar, deixant Bashir i Sisko esperant-los. Finalment, Odo és expulsat del Gran Vincle; Bashir s'adona amb sorpresa que el cos d'Odo s'ha convertit en humà. El portaveu dels Fundadors explica que aquest és el càstig d'Odo.
Després de tornar a l'estació, reben un missatge de Gowron, líder de l'Imperi Klingon, que declara l'inici de les hostilitats contra la Federació. En veure el missatge, Odo revela que sentia que els Fundadors intentaven amagar-li informació mentre era al Gran Vincle, però ara creu que sap què era: el mateix Gowron ha estat substituït per un canviant.

## Arc argumental
L'episodi és un punt d'inflexió en l'arc argumental de Deep Space Nine, i té moltes connexions argumentals amb altres episodis:
- L'atac fallit dels cardassians i romulans contra els Fundadors, liderat pel pare de Garak, Enabran Tain, es va representar a l'episodi de la tercera temporada "The Die is Cast".
- Al final de la tercera temporada, "The Adversary", Odo va matar un altre canviant que intentava prendre el control del Defiant, cosa que va provocar el seu càstig per part del Gran Vincle en aquest episodi.
- Al primer episodi de la cinquena temporada, "Apocalypse Rising", Sisko i la seva tripulació intenten desemmascarar Gowron com un canviant.
- A la cinquena temporada, "The Begotten", Odo recupera les seves habilitats de canvi de forma quan absorbeix un infant canviant moribund.
- L'episodi de la cinquena temporada "In Purgatory's Shadow" revela que el Fundador va mentir a Garak en aquest episodi; alguns cardassians van sobreviure a l'atac contra els Fundadors, inclòs Tain.
- Odo torna al Gran Vincle al final de la sèrie, "What You Leave Behind", per tal de curar-los d'una malaltia amb què van ser infectats per les maquinacions de la Federació.

## Recepció
El 2019, Tor.com va assenyalar això com un episodi "essencial" per al personatge d'Odo, comentant com presenta el personatge amb problemes importants que es resolen en temporades posteriors.